# Debo hacerlo
Debo hacerlo (spanisch für Ich muss es tun) ist ein Lied des mexikanischen Singer-Songwriters Juan Gabriel, das 1987  zunächst auf Single erschien und ein Jahr später auf seinem gleichnamigen  Kompilations-Album Debo hacerlo veröffentlicht wurde. Außerdem wurde zu dem Lied auch ein offizielles Musikvideo veröffentlicht.

## Erfolge
Das Lied erreichte am 16. April 1988 Platz 1 der Billboard Hot Latin Songs. Das gleichnamige Album  verzeichnet 6,2 Mio. verkaufte Exemplare und belegt den siebten Platz der meistverkauften spanischsprachigen Alben der 1980er Jahre.

## Inhalt
Das Lied beschreibt die Einsamkeit des Protagonisten und seinen sehnlichen Wunsch nach einer Beziehung: Necesito un buen amor … que alguien me haga compañía ...  necesito que alguien me reviva (Ich brauche eine gute Beziehung, … jemanden, der mir Gesellschaft leistet, … jemanden, der mich wieder zum Leben erweckt.). Die Sehnsucht nach jemandem, der ihn aus seiner Lethargie herausholt und ihn wieder zum Leben erweckt: Quiero sentirme vivo una vez más. Este caso en realida' es de vida o muerte. (Ich möchte mich wieder lebendig fühlen. Es ist eine Frage von Leben oder Tod.).

## Coverversionen
Das Lied wurde von mehreren namhaften Künstlern gecovert. Eine von ihnen war Juan Gabriels Landsmännin Ana Gabriel, die das Lied auf ihrem 2006 publizierten Album Dos Amores Un Amante veröffentlicht hat. Diese Version wurde 2015 von der belarussischen rhythmischen Sportgymnastin Melizina Stanjuta für ihre sportliche Darbietung ausgewählt.
Weitere Coverversionen existieren unter anderem von der peruanischen Band Agua Marina, die das Lied auch unter dem Alternativtitel La Soledad (Die Einsamkeit) aufnahmen, und von der spanischen Sängerin Isabel Pantoja, die das Lied auf ihrem 2016 publizierten Album Hasta Que Se Apague El Sol veröffentlicht hat.